# إنغمار برغمان
إرنست إنغمار برغمان (بالسويدية: Ernst Ingmar Bergman)‏ (14 يوليو 1918 - 30 يوليو 2007) (بالإنجليزية: Ernst Ingmar Bergman)‏ مخرج سينمائي سويدي.
يعتبر أشهر شخصية سويدية، وقد عُرف في أنحاء العالم طيلة مشوار مهني امتد 60 عاما، أخرج خلاله 54 فيلما سينمائيا و126 عملا مسرحيا و39 مسرحية إذاعية. ومن أشهر أفلامه «التوت البري» (1957) و«مشاهد من الحياة الزوجية» (1973).
وتأثر جيل كامل من المخرجين بأفلام برغمان التي تميزت بتناولها الجريء لقضايا مثل الأخلاق والتعذيب الجنسي، ويعتبر المخرج الأميركي وودي آلن أن برغمان هو أعظم مخرج على مر التاريخ.

## نشأته
ولد انجمار في 14 يوليو 1918، يوم الثورة عاش طفولة متزمتة مع أب قسيس بروتستانتي لم يشغله سوي الخلاص والتطهر الديني، ليكون ذلك عاملاً رئيسياً في تكوينه الفني والفكري، ويظهر ذلك من خلال أفلامه وكتاباته التي تناولت العالم بلا تزمت ديني، بل وبلا مؤسسة دينية.

## حياته الفنية
الممثل عند برجمان
يقدم الممثل عند برجمان ما بداخل الشخصية التي تعكس ما يحدث خارجها، وكانت قمة هذه التركيبة مع فيلم برسونا 1966، حيث لم نعد ندرك حقيقة ما نراه هل هو رؤية الشخصية للواقع أم هو الواقع الفعلي، وتلعب الطبيعة دور الديكور المكمل والمبرز للأحاسيس الداخلية، التي تمر بها الشخصية، والتي تتأرجح ما بين السعادة الجارفة والإحباط واليأس.
الإخراج
كان برجمان يغلق الحائط الرابع الوهمي، الذي تحتل مكانه الكاميرا علي الممثل عبر تضييق مساحة الكادر أو من خلال استخدام الزووم، وعبر زووم أمامي متحرك علي وجه الممثل، يؤدي الممثل ما بداخله ليس أمام الجمهور، ولا أمام أقرانه من الممثلين، بل في مواجهة الكاميرا التي تعتصر ما بداخله من خلال نظراته وتعبيرات وجهه ليكون في لحظة اعتراف كنسي، ولكن بدلاً من القسيس كاميرا، وبدلاً من كرسي الاعتراف شاشة فضية.
وكان غريباً علي مخرج مسرحي مثل برجمان درس وتعلم وعاش فترة شبابه في المسرح الملكي بستوكهولم أن يقدم سينما من نوع جديد تعتمد علي لحظات الصمت أكثر منها علي الحوار والسرد من أجل تقديم أحاسيس شخصياته.
تحرك برجمان في العديد من الدوائر عبر أعماله، ولكن مجاله الحيوي الذي تحركت فيه شخصياته كان الخوف من الوحدة، والبعد عن الدين، والخوف من الموت، والفشل في الحب، والانفصال. تلك هي العناصر المحركة للنفس البشرية في أعمال برجمان، أما الحرب وذكريات الطفولة والفن والمسرح والجنس فهي المؤثرات الخارجية في الشخصيات.
وتحدد حركتهم داخل المجالات الحيوية السابق ذكرها. في نهاية الأربعينيات، قدم برجمان أفلاماً وضح فيها تأثير السينما الأمريكية وسينما الفرنسيين مارسيل كارنيه وجان دوفيفية مع لمسة من الوجودية السويدية للفيلسوف كيركيجارد حيث اختلطت معاً موضوعات قاتمة مثل الإحباط والإجهاض والانتحار.. وضح ذلك مع أفلام مثل السجن 1948 والعطش ونافورة أريسوس 1949، وقدم في الفيلمين القلق الوجودي الذي تحدث عنه الفيلسوف الفرنسي جان بول سارتر، وكان تأثير روبرتو روسيلليني عليه في فيلم «العطش» كبيراً، فقدم زوجين في رحلة لألمانيا، بعد الحرب حيث دائرة العلاقة ما بين الرجل والمرأة «وهي التيمة التي سيعود إليها كثيراً فيما بعد» مثلما قدمها روسيلليني في «رحلة إلي إيطاليا»، وألمانيا وويلات الحرب كما في «ألمانيا السنة صفر» فيلم من إخراج روسيلليني أيضاً.
أفلامه
في الخمسينيات بدأ العالم يتعرف علي برجمان من خلال أفلام مثل «لعبة الصيف 1950»، و«مونيكا 1952» و«انتظار النساء 1952». و«ابتسامات ليلة صيف 1955»، واحتفي ناقدان من نقاد مجلة «كراسات السينما» الفرنسية احتفاءً كبيراً بفيلم «لعبة الصيف»، الذي يحكي عن مراهقين يقضيان فترة الإجازة الصيفية علي شاطئ البحر واعتبراه بداية لسينما مختلفة. هذان الناقدان هما فرانسوا تريفوا وجان لوك جودار، لذا فإن المؤرخين يعتبرون أن فيلم برجمان هو الملهم لحركة الموجة الجديدة في السينما الفرنسية.
نال «ابتسامات ليلة صيف 1955» جائزة خاصة من مهرجان كان «الكوميديا الشعرية»، وفي عام 1957 فاز فيلم «الختم السابع» بجائزة مهرجان «كان» الخاصة، ثم «الفراولة البرية 1958» الذي نال جائزة الدب الفضي في مهرجان «برلين».
ازدادت شهرة برجمان عالمياً مع ثلاثة أفلام من مدارس مختلفة، قصة حب عبر كوميديا خفيفة، وسينما الخيال «الختم السابع»، الذي يتناول شخصاً يلاعب ملاك الموت علي حياته في قالب من جو الإضاءة الخاصة بالمدرسة الانطباعية الألمانية، وفي النهاية دراما نفسية مع «الفراولة البرية» لشخص ينتظر الموت في نهاية حياته، وبرع برجمان فيها في كسر أسلوب السرد التقليدي، وخلط بين الحلم والرؤية والحقيقة.
أفلام برجمان لا يمكن حكيها لأن القيمة الحقيقية لا تكمن في موضوعاتها، بل في لغتها السينمائية التي تم بها تجسيد المعاني التي يراد توصيلها ومعظمها كان يدور عن الوحدة، ويبرز ذلك من خلال فيلم «انتظار السيدات 1954»، وفي «الفراولة البرية.
الله والدين تناولهما برجمان في العديد من أفلامه مثل «من خلال المرآة 196»، «والمعمودية 1962»
و«الصمت 1963»، و«برسونا 1966»، ولعل مشهد المومياء التي تتنفس في القبو من فيلم «فاني والكسندر 1982» من أشهر المشاهد الرمزية في سينما برجمان لتجسيد الأفكار الدينية العتيقة.
أما الموت فهو موضوع مهم شغل برجمان وبرز منذ فيلمه «الأزمة 1949»، «الفراولة البرية
» «برسونا» «وقت الذئب»، كما كثرت رموز الموت في أفلامه «العنكبوت» «سيدة عمياء» و«هيكل عظمي».
برجمان خير من صَوَّر الوجه الإنساني في السينما، وهو خير من قدم الصورة الذهنية لشخصيات أفلامه لدرجة عدم اهتمام المتفرج بوجود سرد تقليدي للفيلم وانغماسه في رؤي أبطاله، فنحن مع برجمان لا نري العالم كما هو عليه بل نراه كما يراه أبطاله أي كما يراه هو
. بعد اعتزاله للسينما والإخراج عاد إلى عشقه القديم: “المسرح هو المكان المناسب لحصان متعب مثلي

## برجمان والمسرح
يعتبر انجمار برجمان أحد عمالقة الإخراج في المسرح السويدي، وعرف منذ سنوات كأحد السينمائيين المعدودين في العالم، فهو أول من استخدم المسرح بأسلوب يختلف تماما عن سابقيه من المخرجين إذ انه يجنح إلى الاستبطان أو التأمل الفردي، شغل منصب مدير المسرح الدرامي الملكي بين عامي 1963 و1967 وأجرى خلال تلك الفترة إصلاحات جذرية على ريبرتوار المسرح بقصد إقامة مسرح جماهيري.
تولى برجمان برنامجا سياسيا إذ قدم بالإضافة إلى أعمال بريخت “النائب” للمؤلف هوخوت ومسرحية “مستر شارلي” لجيمس بولدوين ومسرحية “من يخشى فرجيينيا وولف لإدوارد البي.
ولا يعرف الكثيرون أن برجمان كتب في مطلع حياته جملة من المسرحيات منها: النهار أوشك ان ينتهي، وجاك والمدينة، والرسم على الخشب، أما (التيمات) أو الأفكار التي كان يعالجها في مسرحياته فتشبه إلى حد كبير الأفكار التي كانت تعالج وتتلاقى مع الأفلام السينمائية التي أخرجها وتحديدا فيلم “الخاتم السابع”.
اخرج برجمان أعمالا عدة لرائد الواقعية في المسرح النرويجي هنريك إبسن ومنها مسرحية “هيدا جابلر” وأدت دور هيدا الممثلة الكبيرة جيرترود فريده، وفي افتتاح موسم العام 1966 المسرحي قدم مسرحية “مدرسة الزوجات” لموليير، كما قدم “ستة شخصيات تبحث عن مؤلف” للمسرح القومي بأوسلو، ومن ثم كرس جهوده للسينما.
أما جهود المسرح المعاصر فهي مستمدة ومستلهمة من أعمال مسرح بيتسول الذي بدأ نشاطه منذ العام 1960، وقد نجحت منجزات هذا المسرح ما بين عمل مسرح الجماعة والهواة في المسرح الجامعي وما بين حسن استخدام الكلمة واللون لكي يصبح وثيقة مقنعة لدراما العصر.
وهناك رأي ما زال سائدا في المسرح السويدي يقول إن قيمة المسرح تستمد من قيمة مديره، أو أن المسرح يساوي مديره، لذا فهم يهتمون اليوم بتأهيل كوادر مدربة من المديرين وخبراء المسرح أو ما يعرف اصطلاحا بالدراماتورجي أو رجل المسرح، وهناك اليوم نماذج طيبة من هؤلاء المديرين في البرلينر أنسامبل والبيكولو تياترو ورويال شكسبير والمسرح الشعبي الفرنسي، وهي أمثلة مستلهمة من جذوة وأفكار جان سترندبرج رئيس جمعية الممثلين السويديين الذي يرى أن المسرح يجب أن يتفوق على السياسة وعلى السياسيين، لأنه نبض الجماهير

## روابط خارجية
- إنغمار برغمان على موقع IMDb (الإنجليزية)
- إنغمار برغمان على موقع الموسوعة البريطانية (الإنجليزية)
- إنغمار برغمان على موقع روتن توميتوز (الإنجليزية)
- إنغمار برغمان على موقع مونزينجر (الألمانية)
- إنغمار برغمان على موقع ألو سيني (الفرنسية)
- إنغمار برغمان على موقع ميوزك برينز (الإنجليزية)
- إنغمار برغمان على موقع تيرنر كلاسيك موفيز (الإنجليزية)
- إنغمار برغمان على موقع أول موفي (الإنجليزية)
- إنغمار برغمان على موقع قاعدة بيانات برودواي على الإنترنت (الإنجليزية)
- إنغمار برغمان على موقع قاعدة بيانات الأفلام السويدية (السويدية)